# Чернишов Захар Григорович
Захар Григорович Чернишо́в (рос. Заха́рий Григо́рьевич Чернышёв, 18 березня 1722 р. — 29 серпня 1784 р.) — російський генерал-фельдмаршал з роду Чернишових. Відомий діями на користь Росії в роки Семирічної війни. У 1763—1774 роках очолював військове відомство Російської імперії. Перший генерал-губернатор Могильовський і Полоцький (у 1772—1782 рр.), власник Чечерська. Після призначення на генерал-губернатора Москви (у 1782 р.) спорудив відомий палац на Тверській вулиці міста Москви. На основі Ярополецького маєтку в 1772 р. заснував «чернишовський» майорат.

## Біографія

### Придворна молодість
Захар Чернишов народився в сім'ї генерал-аншефа Григорія Петровича Чернишова та Авдотьї Іванівни Чернишової, однією з «метрес» імператора Петра I, що заслужила від нього прізвисько «Авдотья бой-баба». Разом з батьком був наданий в 1742 р. в графи.
Записаний на військову службу в 1735 р., а через 6 років було надано звання капітана гвардії. У 20 річному віці був приставлений помічником до Людвіга Ланчинського, що представляв інтереси петербурзького двору у Відні. За час перебування за кордоном розширив кругозір і вивчив іноземні мови. З 1744 р. — камер-юнкер спадкоємця Петра III (у званні полковника).
За кілька років, поки вони тривали при «молодому дворі», три струнких і високих брати Чернишови, особливо Андрій, встигли заручитися прихильністю великої княгині Катерини II. Захара вона називала «гаряча голова». Петро Бартенєв опублікував знайдені під час ремонту в одному з чернишовських маєтків «Любовні записочки високої особи XVIII століття до графа Чернишова».

### Управління Білоруссю
У 1772 р.і разом з Микитою Паніним інтригував проти Орлових, потім конфліктував з Григорієм Потьомкіним. 22 вересня 1773 р. Чернишов отримав звання генерал-фельдмаршала. Після першого поділу Речі Посполитої в 1772 р. був призначений генерал-губернатором захоплених земель Білорусі. На цій посаді розширював дороги, будував «присутствені місця», заохочував перехід католицького селянства у православ'я. У своєму маєтку Чечерську з пишністю приймав спадкоємця престолу Павла I, а в 1775 р. в його Ярополецькому маєтку гостювала російська імператриця.
Подорожуючи в 1780 р. білоруськими землями на зустріч з австрійським імператором Йосипом II в Могильові, Катерина II сприйняла нові дороги як сади. З дня в'їзду (24 травня) вона пробула в Могильові до 30-го травня того року. У трьох верстах від міста була споруджена тріумфальна арка, де зустрів її граф Захар Чернишов з чиновниками губернії й дворянством, з їх маршалками. Однак на другий день перебування імператриці в Могильові губернатор посварився зі всемогутнім Г. Потьомкіним, і милість імператриці відвернулася від нього. На пропозицію ясновельможного передати місцевому єпископу нагороду уряду, гордий і самолюбний граф розлютився: «У вас є для того ад'ютанти, а я вже старий для розсилок!»

## Нагороди
- Орден Святого Олександра Невського (у 1758 р.)
- Орден Білого Орла (у 1761 р.)
- Орден Андрія Первозванного (27 вересня 1762 р.)
- Орден Чорного орла (у 1762 р.)
- Орден святого Володимира 1-го ступеня (22 вересня 1782 р.)